# Honda Dream (zonnewagen)
Honda Dream was de naam van enkele zonnewagens die door de Japanse autofrabrikant Honda waren gemaakt. De Honda Dream won tweemaal de World Solar Challenge: in 1993 en in 1996. De naam van de auto verwijst naar de slogan van het bedrijf: The Power of Dreams.
In 1990 behaalde de Honda Dream de tweede plek in de World Solar Challenge, achter de Zwitserse Spirit of Biel/Bienne. 
In 1993 haalde Honda de eerste plek en legde de Honda Dream het traject van Darwin naar Adelaide af in 35 uur en 28 minuten met een gemiddelde snelheid van 85,0 km/u. Honda Dream brak hiermee het parcoursrecord.
In 1996 won Honda Dream opnieuw, nu in een tijd van 33 uur en 53 minuten met een gemiddelde snelheid van 89,8 km/u. Dit was opnieuw een parcoursrecord. 
In 1999 nam Honda niet meer deel aan de World Solar Challenge.
Daarnaast werd de naam al veel eerder gebruikt voor de motorfietsen in de jaren 50 en 60 (C71 Dream en C72 Dream - beide 250 cc - en de C76 Dream en C77 Dream - beide 305 cc).